# Steenokkerzeel
Steenokkerzeel é um município da Bélgica localizado no distrito de Halle-Vilvoorde, província de Brabante Flamengo, região da Flandres.

## Ensino superior e pesquisa
- Sabena Flight Academy